# Licheng (Putian)
Der Stadtbezirk Licheng (chinesisch 荔城区, Pinyin Lìchéng Qū) ist ein Stadtbezirk der bezirksfreien Stadt Putian in der chinesischen Provinz Fujian. Er hat eine Fläche von 289 km² und zählt 673.935 Einwohner (Stand: 2020).

## Administrative Gliederung
Auf Gemeindeebene setzt sich der Stadtbezirk aus zwei Straßenvierteln und vier Großgemeinden zusammen. 